# Bătălia de la Salamina
Bătălia de la Salamina a fost o luptă navală care s-a dat între o alianță a unor polisuri (orașe-state) din Grecia Antică și Imperiul Persan al lui Xerxes I, în septembrie 480 î.Hr. Bătălia a avut loc în strâmtoarea dintre continent și insula Salamina (greacă Σαλάμινα), o insulă din Golful Saronic, în apropierea Atenei. Bătălia a marcat punctul culminant al celei de-a doua invazii persane a Greciei.
Ascendentul Europei în detrimentul Asiei și moștenirea civilizației grecești sunt doar două dintre pietrele de temelie ale lumii moderne, considerate firești de europenii de azi. Și totuși, a fost o vreme când existența Greciei independente (și chiar a Europei) a trebuit apărată prin luptă împotriva puterii copleșitoare a Imperiului Persan din secolul al V-lea î.Hr. Victoria de la Marathon din anul 490 î.Hr., urmată la zece ani de bătălia navală decisivă de la Salamina și lupta terestră de la Plateea, nu numai că a asigurat independența Greciei, dar a permis civilizației grecești să ajungă mai târziu, în același secol, la apogeul său plin de strălucire. Mai mult decât atât, victoria navală de la Salamina i-a dat lui Alexandru cel Mare posibilitatea de a inversa procesul prin care regi persani succesivi invadaseră Grecia, permițându-i să cucerească Persia și să răspândească astfel civilizația greacă în întreaga lume cunoscută la acea vreme.

## Pregătiri
După ce regele persan Darius nu reușește să invadeze Grecia în 490 î.Hr., fiul său, Xerxes, se pregătește îndelung și serios pentru a fi sigur că eșecul nu se va repeta. În timp ce Xerxes adună forțe militare terestre și navale uriașe, conducătorul atenian Temistocle, anticipând reluarea luptei, îi convinge pe cetățenii Atenei să-și întărească flota. Herodot îl descrie pe Temistocle „ca un bărbat care manifestă semnele indubitabile ale geniului, stârnind prin aceasta o admirație profundă și fără egal. Prin capacitățile sale native, neformate și needucate prin studiu, el a devenit cel mai bun arbitru al acestor crize neașteptate, care nu lasă timp pentru deliberări și cel mai bun profet al viitorului, chiar și al evenimentelor cele mai îndepărtate.”
Cu viziunea sa strategică, Temistocle a înțeles că succesul sau eșecul oricărei invazii persane depinde de capacitatea lui Xerxes de a asigura aprovizionarea armatei sale pe mare. Dacă grecii învingeau flota persană, imensa armată a Asiei devenea vulnerabilă.

## Preludiu
În 480 î.Hr., armata lui Xerxes începe marșul spre Europa traversând Hellespontul (strâmtoarea dintre Marea Egee și Marea Marmara) pe un pod de nave regale (un miracol ingineresc pentru vremea aceea). Grecii primesc numeroase avertismente cu privire la sosirea acesteia, dar majoritatea nu par paralizați de frică. Oracolul din Delphi îi avertizase pe atenieni: „Nenorociților, de ce stați aici? Zburați, zburați la hotarele creației!” Această profeție deosebit de deprimantă i-ar fi putut convinge pe niște oameni mai slabi să renunțe la luptă, dar atenienii, nemulțumiți de răspunsul primit, au întrebat din nou. A doua oară, Oracolul le-a vorbit de siguranță în cadrul „zidurilor de lemn” (probabil triremele care se construiau în acel moment de-a lungul întregii coaste a Aticii). Temistocle a luat atunci hotărârea curajoasă de a abandona Atena și de a-și evacua poporul pe insula Salamina. Unii sunt nemulțumiți, dar majoritatea atenienilor sunt de acord să fie transportați pe insulă și să se adăpostească în colibe improvizate, făcute din paie și ramuri. Între timp, atenienii le cer tuturor grecilor să-și adune navele în Strâmtoarea Salamina, lângă portul Pireu. Aici era locul potrivit, după părerea lui Temistocle, pentru lupta împotriva flotei persane, deși mulți conducători greci îl dezaprobă, făcând presiuni pentru retragerea la sud de Pelopones.
Spartanii, încorsetați de o tradiție militară care descuraja ideile inovatoare de genul celei propuse de Temistocle, îl trimit pe Leonidas împreună cu 300 de hopliți (infanteriști bine înarmați) să apere trecătoarea de la Termopile împotriva valului copleșitor al armatei persane. Deși incredibil, Leonidas și cei 300 de spartani ai săi reușesc să-l oprească pe Xerxes până când un trădător le dezvăluie persanilor o potecă ascunsă care le permite acestora să cadă în spatele spartanilor și să-i măcelărească până la ultimul. Un sacrificiu eroic, dar inutil. Perșii continuă să înainteze, invadează Atena și dau foc Acropolei. Decizia lui Temistocle de a evacua orașul fusese deci justificată.

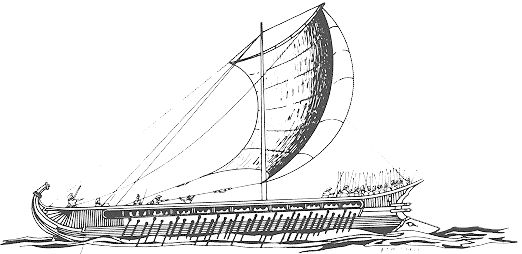
Triremă grecească

Apoi, atenția se îndreaptă către mare, unde urmează să aibă loc confruntarea decisivă (pentru că doar învingând forțele navale grecești perșii puteau să fie siguri de cuceririle lor). Masiva flotă persană, pe care Herodot o estimează la 1200 de nave (majoritatea trireme cu o lungime de 30 de metri și cu traversa îngustă), suferise deja pierderi în timpul unei furtuni în dreptul Capului Sepias; se pare că o treime se scufundaseră sau eșuaseră. Dar era încă o armada puternică, care se baza pe forța multor oameni pentru care marea era un mod de a fi. O figură aparte printre aceștia este Artemisa din Halicarnas, o adevărată amazoană, care comandă unele dintre cele mai puternice nave ale flotei persane. Ea își atrăsese ura neostoită a grecilor după ce capturase una dintre galerele acestora și îl spânzurase pe căpitan deasupra prorei cu gâtul tăiat, pentru ca sângele lui să curgă în mare ca un fel de libație. Spartanii, mâniați de gestul ei, au oferit o recompensă pentru prinderea ei, dar aceasta nu a fost ridicată niciodată.
Flota grecească aliată, care avea la bord mai mulți soldați decât marinari, era comandată de generalul spartan Eurybiades. Dintre cele 366 de trireme aflate sub comanda sa, 89 erau spartane (sau aliate Spartei), 97 proveneau din insulele grecești ale Cicladelor, iar 180 erau nave ateniene noi sub comanda lui Temistocle. Iată un tabel care conține numărul de nave cu care a contribuit fiecare oraș în parte:
| Oraș     |                   | Oraș      | Număr de nave |
| -------- | ----------------- | --------- | ------------- |
| Atena:   | 180               | Corint:   | 40            |
| Aegina:  | 30                | Chalcis:  | 20            |
| Megara:  | 20                | Sparta:   | 16            |
| Sicyon:  | 15                | Epidaur:  | 10            |
| Eretria: | 7                 | Ambracia: | 7             |
| Troizen: | 5                 | Naxos:    | 4             |
| Leucas:  | 3                 | Ermioni:  | 3             |
| Styra:   | 2                 | Cythnus:  | 2             |
| Ceos:    | 2                 | Melos:    | 2             |
| Siphnus: | 1                 | Serifos:  | 1             |
| Croton:  | 1                 |           |               |
| Total    | 371(toate navele) |           |               |

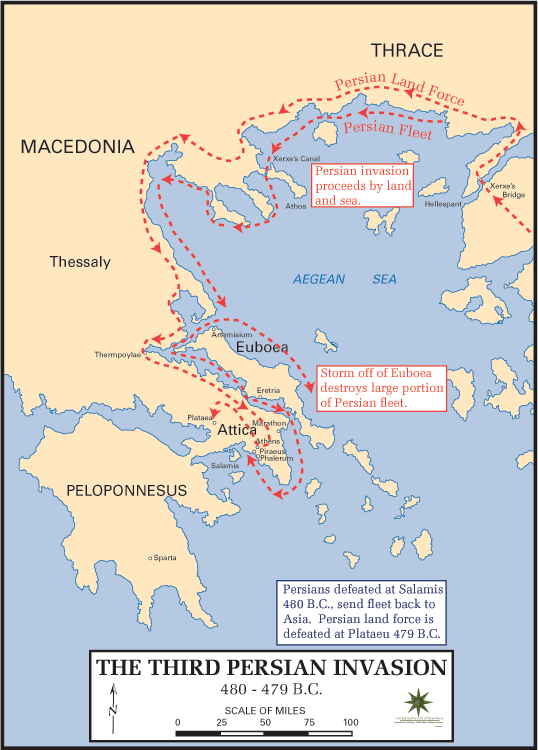
Ruta invaziei persane

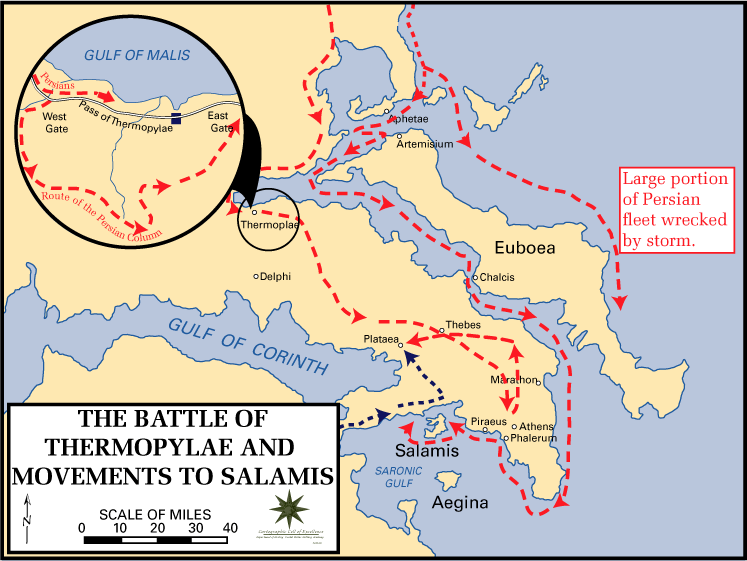
Mişcările perşilor (roşu) şi grecilor (albastru) până la Bătălia de la Plataea

La consiliul de război, grecii sunt încă divizați și nu se pot hotărî dacă să lupte la Salamina sau să se retragă în sud. Temistocle s-a adresat lui Eurybiades, comandantul șef, cu următoarele cuvinte: „Depinde de tine, Eurybiades, să salvezi Grecia! Ascultă-mă și dă lupta cu dușmanul aici și nu pleca urechea la sfatul acelora dintre noi care vor ca flota să se retragă către istm. Ascultă-mă, te implor, și alege între cele două opțiuni. La istm vei lupta în largul mării, ceea ce este în mare măsură în dezavantajul tău. [...] Dacă vei face așa cum te sfătuiesc, avantajul pe care ți-l vei asigura este următorul: deoarece vom lupta într-o strâmtoare, cu nave puține împotriva unui număr mare de nave, noi vom câștiga o mare victorie, pentru că lupta într-un loc îngust ne este favorabilă nouă, iar în largul mării le este favorabilă lor.”
Temistocle și-a impus opinia, dar nimic mai mult. Acum trebuia să-i convingă pe perși să iasă la luptă. Pentru aceasta, el folosește un vicleșug, trimițând dezertori la Xerxes pentru a-i spune că grecii și-au pierdut curajul și se pregăteau să se retragă. Drept urmare, la 22 septembrie, flota persană în dispozitiv semicircular se apropie de insula Psytaleia, în spatele căreia, între Salamina și Herakleion, aștepta flota grecească. Xerxes și impresionanta sa suită se instalează pe coasta muntelui Aegaleos pentru a urmări lupta. Tabăra lor, cu covoare viu colorate, mobile luxoase și mătăsuri purpurii și aurii fluturând pe pereții corturilor care păreau niște palate, strălucea și mai intens pe fundalul colinelor verzi și al cerului albastru-cobalt. În fața cortului lui Xerxes este instalat un tron auriu, în spatele căruia stau sclavi cu evantaie și nobili care țin sabia regală și potirul. Pe pantele spre țărm sunt dispuși cei 10000 de „Nemuritori” (garda regală a lui Xerxes) cu barbă, părul împletit și tunici cu ornamente florale și geometrice, iar uriașa armată persană este aliniată de-a lungul țărmului, pregătită parcă să urmărească un eveniment sportiv.
Triremele grecești sunt și ele urmărite de grecii din Salamina. Pentru ei însă, acesta nu este un eveniment sportiv, ci opțiunea între victorie sau sclavie perpetuă în mâinile unui cuceritor străin. Fiecare soldat grec și fiecare vâslaș de pe galere simte la fel. Vâslașii își încordează brațele nu ca sclavii de pe galerele persane, din cauza biciului, ci ca oameni liberi, hotărâți să-și apere libertatea cu prețul vieții. În avangarda flotei grecești se află cele mai bune nave, pe care se îmbarcaseră hopliții bine înarmați, purtând coifuri, platoșe și scuturi mari și rotunde. Aceștia vor fi luptătorii care, cu săbiile și lăncile lor, vor duce greul luptei împotriva infanteriștilor ambarcați ai perșilor, dotați cu armament mai ușor.

## Dispunere
În partea stângă a flotei persane, după direcția de înaintare, se află un detașament de infanteriști fenicieni îmbarcați, oameni care colindaseră Mediterana în lung și-n lat și călătoriseră și în apele de dincolo de aceasta. În dreapta sunt navele orașelor grecești din Ionia, aliații perșilor din Milet, Samothrace și Efes. În centrul dispozitivului persan sunt nave din Asia Minor, cu arcași din Babilon și Media. Împotriva acestora sunt dispuse galerele grecești, cu atenienii în partea dreaptă, spartanii în stânga și navele din Ciclade la mijloc. În timp ce perșii apar la orizont, grecii încep să cânte imnul lor de luptă, Paen.

## Bătălia
Îndreptându-se una spre alta, cele două flote încetează toate manevrele și se angajează într-o încleștare de proporții. Sute de galere se unesc formând o platformă imensă, pe care mii de soldați luptă corp la corp. Pintenii de bronz ai galerelor grecești distrug carenele navelor persane. Temistocle, dând lovitură după lovitură, reușește să creeze o breșă între navele feniciene cu care se confruntă. Aici s-a hotărât soarta bătăliei: hopliții atenieni împotriva marinarilor fenicieni. Departe de țărm, în condițiile existenței de spațiu de manevră, n-ar fi existat nicio îndoială în privința deznodământului. Dar Temistocle i-a silit pe adversari să se îngrămădească, iar infanteria ateniană bine înarmată a făcut restul. Perșii își judecaseră greșit adversarii. Angajându-se în luptă, ei își cedaseră toate avantajele infanteriștilor greci foarte bine instruiți, mult mai buni în lupta corp la corp decât perșii. Doar conaționalii lor din Ionia luptau cu aceeași abilitate, deși, în marea lor majoritate, nu și din toată inima. O excepție notabilă a fost episodul în care o galeră greacă a abordat o navă din Samothrace. Înainte ca aceasta să se scufunde, echipajul a sărit pe nava atacatoare și a ocupat-o prin forță.
Pe măsură ce sorții se înclină în favoarea atenienilor, navele persane din ariergardă încearcă să se retragă, dar sunt lovite în flanc de mica escadră de 30 de galere egeene ascunsă în Golful Ambelaki. Efectul este devastator. Panica cuprinde triremele persane îngrămădite. Fără îndurare, grecii aruncă echipajele de perși peste bord și, pentru că puțini știau să înoate, pierderile sunt enorme. Insula Psytaleia, ocupată de perși, este atacată de Aristide și hopliții lui atenieni, întreaga garnizoană fiind masacrată. Pentru perși, înfrângerea se transformă în dezastru. La Salamina a luptat și Eschil, care a înregistrat și transmis teroarea și triumful acelei zile în tragedia „Perșii”.

## Rezultat
Xerxes, zguduit de teribila luptă navală purtată chiar în fața tronului său și de țipetele ostașilor săi de pe Psytaleia, care-i răsunau în urechi, și-a pierdut curajul. Regele l-a lăsat la comandă pe satrapul Mardonius⁠(d) și a ordonat întoarcerea la Hellespont. Ca și retragerea lui Napoleon din Rusia, întoarcerea lui Xerxes de la Salamina a fost însoțită de o mulțime de dezastre. Bolile și foametea au rărit și mai mult rândurile soldaților săi, iar vântul a avariat atât de mult podul de nave, încât armata a trebuit să aștepte întoarcerea a ceea ce mai rămăsese din flotă pentru a traversa Hellespontul. Armata lăsată sub comanda lui Mardonius a fost zdrobită în anul următor la Plateea de o armată a grecilor uniți.

## Consecințe
Triumful grecilor la Salamina pune capăt dominației navale a perșilor asupra bazinului Mării Egee. Persia nu va mai putea niciodată să trimită o armată mare în Grecia, amenințându-i astfel independența. În secolul următor, Grecia (unită sub hegemonia macedoneană a lui Alexandru cel Mare) va inversa rolurile cu Imperiul Persan, situație care culminează cu victoria lui Alexandru la Bătălia de la Gaugamela.